# Лата (Соломонові Острови)
Лата — місто на Соломонових Островах, столиця провінції Темоту.

## Географія
Лата — центр найсхіднішої провінції Соломонових Островів — розташована на острові Нендо на значній відстані від столиці (така віддаленість вплинула на те, що етнічний конфлікт на Гуадалканалі у 1990-х не зачепив місто).

### Клімат
Місто розташоване у зоні, котра характеризується вологим тропічним кліматом. Найтепліший місяць — січень із середньою температурою 27.8 °C (82 °F). Найхолодніший місяць — серпень, із середньою температурою 26.1 °С (79 °F).
| Клімат Лати             | Клімат Лати | Клімат Лати | Клімат Лати | Клімат Лати | Клімат Лати | Клімат Лати | Клімат Лати | Клімат Лати | Клімат Лати | Клімат Лати | Клімат Лати | Клімат Лати | Клімат Лати |
| Показник                | Січ.        | Лют.        | Бер.        | Квіт.       | Трав.       | Черв.       | Лип.        | Серп.       | Вер.        | Жовт.       | Лист.       | Груд.       | Рік         |
| Абсолютний максимум, °C | 33          | 35          | 32          | 33          | 32          | 32          | 31          | 31          | 32          | 32          | 33          | 33          | 35          |
| Середній максимум, °C   | 30          | 30          | 30          | 30          | 30          | 30          | 28          | 28          | 29          | 30          | 30          | 31          | 30          |
| Середня температура, °C | 27          | 27          | 27          | 27          | 27          | 27          | 26          | 26          | 26          | 27          | 27          | 27          | 27          |
| Середній мінімум, °C    | 23          | 23          | 23          | 23          | 23          | 23          | 23          | 23          | 23          | 23          | 23          | 23          | 23          |
| Абсолютний мінімум, °C  | 18          | 21          | 21          | 22          | 20          | 21          | 19          | 18          | 20          | 21          | 21          | 21          | 18          |
| Норма опадів, мм        | 430         | 360         | 450         | 300         | 360         | 290         | 360         | 360         | 350         | 360         | 350         | 330         | 4350        |
| ----------------------- | ----------- | ----------- | ----------- | ----------- | ----------- | ----------- | ----------- | ----------- | ----------- | ----------- | ----------- | ----------- | ----------- |
| Джерело: Weatherbase    |             |             |             |             |             |             |             |             |             |             |             |             |             |

## Транспорт
У Латі розташований регіональний аеропорт, що обслуговує рейси всередині країни. Також є можливість дістатися решти островів човном.